# Операция „Факел“
Вижте пояснителната страница за други значения на Факел.
Операция „Факел“ (първоначално наречена операция „Гимнастик“) е името на британско-американската инвазия във Френска Северна Африка през Втората световна война, започнала на 8 ноември 1942 година.
Съветският съюз притиска САЩ и Англия да започнат операции в Европа и да отворят втори фронт, за да се намали натиска на германските части върху Червената армия. Докато американските командири са по-благосклонни към Операция „Боен чук“, десант в окупирана Европа в най-кратки срокове, британските командири считат, че подобно начинание би имало катастрофални последици. Вместо това те предлагат атака над Френска Северна Африка, която би прочистила силите на Оста там, би подобрила военноморския контрол над Средиземно море и би била подготовка за нападение над Южна Европа през 1943 година. Американският президент Франклин Делано Рузвелт подозира, че операция в Африка ще забави инвазията в Европа през 1943 година, но се съгласява да подкрепи британския министър-председател Уинстън Чърчил.

## Подготовка
Съюзниците планират англо-американска инвазия в Северозападна Африка – Мароко и Алжир, територия принадлежаща на Вишиска Франция. Режимът Виши разполага приблизително с 60 000 войници в Мароко, брегова артилерия, известно количество танкове и самолети, както и приблизително 10 военни кораба и 11 подводници разположени в Казабланка. Съюзниците смятат, че силите на Вишиска Франция няма да започнат бойни действия, отчасти поради информацията осигурена им от американския консул Робърт Даниел Мърфи в Алжир. Въпреки това, те таят подозрения, че военноморския им флот все още таи злоба от Битката при Мерс ел-Кебир от 1940 година.
Оценка на одобрението на френските части в Северна Африка спрямо действията на Съюзниците е от изключителна важност, изготвени са планове за осигуряване на тяхното сътрудничество. Съюзниците смятат да напреднат бързо на изток през Тунис и да атакуват германските части в гръб. Генерал Дуайт Айзенхауер получава командването на операцията и установява щаба си в Гибралтар. За командир на съюзническите военноморски сили, част от експедиционния корпус, е назначен Андрю Кънингам, а за негов заместник вицеадмирал Бертрам Рамзи (като на Рамзи се пада да планира операцията по дебаркирането на войските).

### Предварителни контакти
За оценяването на реакциите на Вишиските френски части, Мърфи е назначен за американски консул в Алжир. Неговата тайна мисия е да определи настроението на френските войски и да осъществи контакт с части, които може да окажат поддръжка на съюзническата инвазия. Той успява да осъществи контакт с няколко френски офицера, включително генерал Шарл Еманюел Маст, френския главнокомандващ в Алжир. Офицерите, съгласни да подкрепят Съюзниците, са помолени за тайна среща със съюзнически генерал в Алжир. Генерал-майор Марк Уейн Кларк, един от старшите командири от щаба на Айзенхауер, е изпратен до град Черчел в Алжир на борда на подводницата „Сераф“ (Seraph), където на 21 октомври 1942 година се среща с френските офицери.
Съюзниците също така успяват, с помощта на Съпротивата, да изведат френския генерал Анри Жиро от Вишиска Франция на борда на „Сераф“, с намерението да му предложат поста главнокомандващ на френските части в Северна Африка след инвазията. Но Жиро не желае позиция, по-ниска от главнокомандващ над всички участващи войски, която вече е поверена на Айзенхауер. Когато получава отказ, той решава да не взема дейно участие в инвазията.

## Военни действия
Съюзниците планират три отделни десанта, за да овладеят едновременно ключови пристанища и летища в Мароко и Алжир, като целите включват Казабланка, Оран и Алжир.
Западната бойна група (насочена към Казабланка) е съставена от американски части, с командващ генерал-майор Джордж Патън и контраадмирал Хенри Хюит, отговарящ за военноморските операции. Тази бойна група включва в състава си американските 2-ра бронетанкова дивизия, 3-та пехотна дивизия и 9-а пехотна дивизия – общо 35 000 войници. Те са транспортирани директно от Съединените щати.
Централната бойна група, насочена към Оран, включва 509-и парашутен пехотен батальон, американските 1-ва пехотна дивизия и 1-ва бронетанкова дивизия – общо 18 500 войници. Те отплават от Англия и са командвани от генерал-майор Лойд Фредендал, командването на военноморските сили е поверено на комодор Томас Троубридж.
Източната бойна група, насочена към столицата Алжир, е командвана от генерал-лейтенант Кенет Артър Ноел Андерсън и се състои от британската 78-а пехотна дивизия и американската 34-та пехотна дивизия – общо 20 000 войника. Военноморските сили са командвани от вицеадмирал Харолд Бъроу.
Въздушните операции са разделени на две, източно от нос Тенез в Алжир, британските военновъздушни сили под командването на генерал-лейтенант Уилям Уелш и западно от нос Тенез, американските военновъздушни сили на генерал-майор Джеймс Дулитъл, под директното командване на генерал Патън.

### Казабланка
Западната бойна група дебаркира преди изгрева на 8 ноември 1942 година на три места: Сафи, Мароко (Операция „Блекстоун“), Мохамедия, Мароко (Операция „Бръшууд“) и Мехдия-Кенитра, Мароко (Операция „Гоулпост“). Тъй като се е смятало, че французите няма да окажат съпротива предварителни бомбардировки не са провеждани.
Предната вечер, опит за преврат е направен от френския генерал Бетюар, чиито части обграждат вилата на поддържащия режима на Виши генерал Огюст Пол Ноже. Ноже успява да телефонира до близките вишиски части, които предотвратяват пленяването му. В допълнение, този опит го предупреждава за вероятността за предстоящ съюзнически десант, при което той изпраща подкрепления на бреговата защита.
При Сафи, Мароко, десантите като цяло са успешни. Първоначално те се извършват без прикриващ огън, с надеждата, че французите няма да окажат никаква съпротива. Все пак, след като бреговата охрана открива огън срещу транспортните кораби, съюзническият флот отвръща на огъня. До пристигането на командващия генерал Хармон, френски снайперисти са притиснали атакуващите части (по-голямата част от които участват в битка за първи път) на бреговете на Сафи. Повечето от десантите са извършени със закъснение. Въздушната поддръжка унищожава френски конвой от камиони, предназначени да подкрепят защитата. Сафи се предава следобед на 8 ноември. До 10 ноември, останалите защитници са притиснати и основната група под командване на Хармон се придвижват, за да се присъединят към обсадата на Казабланка.
Около пристанище Ляутей, Мароко, десантните части не успяват да установят сигурен периметър и втората вълна е забавена. Това дава време на вишиските защитници да организират съпротивата и останалата част от десантите са проведени под артилерийски обстрел. С помощта на въздушната поддръжка от самолетоносачите, войниците успяват да напреднат и целта е пленена.
Около Федала, Мароко (най-големия десант – 19 000 войници), времето забавя дебаркирането на войските. Генерал Патън слиза на брега в 8:00 часа, а плацдарма е обезопасен в по-късните часове на деня. Американците обграждат пристанището на Казабланка на 10 ноември, а градът се предава един час преди насрочената атака. Патън влиза в града, без да срещне съпротива.
Като цяло съпротивата на Вишиска Франция в Мароко (с изключение на бреговите батареи) е спорадична. Силна ескадра от Вишиските военноморски сили край Казабланка, включваща недовършения линеен кораб „Жан Барт“ (Jean Bart), заедно с голям брой крайцери и есминци, прави опит да се противопостави на десантите, но е победена от превъзхождаща огнева мощ на съюзническия флот. Много френски кораби са загубени, основно изтеглени на брега, а тези, които оцеляват, се присъединяват към Съюзниците.

### Оран
Централната бойна група дебаркира на три места, две западно от Оран и едно на изток. Десантите при най-западната точка са забавени, тъй като френски конвой се появява докато миночистачите прочистват път. Има известно забавяне, объркване и повреди по десантните кораби, причинено от неочаквано плитката вода и пясъчни наноси. Въпреки че са извършени наблюдения, разузнавателни групи не са изпратени на брега, за да преценят условията. Това е в контраст с по-късни десантни операции, като Операция Овърлорд, където е обърнато голямо внимание на разузнаването преди самото нападение.
Американският 1-ви рейнджърски батальон дебаркира източно от Оран и бързо превзема бреговата батарея при Арнев. Направен е опит да се стовари американска пехота директно в пристанището, за да се предотврати разрушаването на пристанищните съоръжения и потапяне на корабите. Операцията, с кодово име „Резервист“, се проваля след като два есминеца са потопени от кръстосан огън от френските кораби в пристанището. Френските военни кораби напускат пристанището и атакуват съюзническия флот, но са потопени или изкарани на брега.
Френските батареи и съюзническия флот водят престрелка през 8 и 9 ноември, докато френските части упорито защитават Оран и околностите му. Тежкият огън от британските линейни кораби ги кара да се предадат на 9 ноември.

#### Въздушен десант
Операция Факел е първото въздушнодесантно нападение извършено от Съединените щати през Втората световна война. Американският 509-и парашутен пехотен батальон излита от Англия, прелита над Испания, като целта му е да се спусне над Оран и да плени летищата Тафаркуя и Юк-Ле-Бен. Десантът е съпроводен с навигационни и комуникационни проблеми с френските части на сушата, огромното разстояние кара няколко самолета да се приземят в пустинята, а самите части са силно разпръснати. Въпреки всичко и двете летища са пленени.

### Алжир

#### Съпротивата и опита за преврат
Както е било договорено в Черчел, в полунощ и през ранните часове на 8 ноември, с приближаването на съюзническата инвазия, група от френската съпротива наброяваща 400 души под командването на Анри Д'Астир дьо ла Вижери и Жозе Абулкер извършват опит за преврат в град Алжир. Те завземат ключови обекти, включително телефонна централа, радиостанция, къщата на губернатора и щаба на 19-и корпус.
Робърт Мърфи, заедно с няколко бойци от Съпротивата, отиват до резиденцията на генерал Алфонс Жуен, главнокомандващия на френските войски в Северна Африка. Докато Съпротивата обгражда къщата, правейки Жуен затворник, Мърфи прави опит да го убеди да премине на страната на Съюзниците. Той е изненадан, адмирал Франсоа Дарлан, главнокомандващият на армията на Вишиска Франция е в Алжир на частна визита. Жуен настоява да се свърже с Дарлан, а Мърфи не успява да убеди нито един от двамата да се присъединят към съюзниците. В ранната сутрин вишиската жандармерия пристига и освобождава Жуен и Дарлан.
През този ден вишиските войници губят време, за да си върнат повечето от позициите, окупирани от Съпротивата, което позволява на съюзническите десантни части да обградят Алжир, без да срещнат съпротива.

#### Инвазия
Инвазията е водена от американската 34-та пехотна дивизия с една бригада от британската 78-а, и още една като резерв. Генерал-майор Чарлз Райдър, командир на 34-та, получава командването над първата вълна, тъй като се е смятало, че французите ще са по-благосклонни към американски командир. Дебаркирането е разделено между три бряга – два западно от Алжир и един на изток. Някои от десантите се осъществяват на погрешни плажове, но това е без значение, тъй като няма съпротива от страна на французите. Бреговите батареи са неутрализирани от френската съпротива, а един френски командир открито приветства съюзниците.
Единствените боеве се провеждат при пристанището на Алжир, където по време на операция „Терминал“ два британски есминеца правят опит да стоварят група американски рейнжъри директно при доковете, за да предотвратят унищожаването на пристанищните съоръжения и потапяне на кораби от страна на французите. Тежък артилерийски огън попречва на единия, а другия е отблъснат след няколко часа, като оставя 250 пехотинеца.
Десантните части напредват бързо, генерал Жуин предава града на съюзниците в 18:00 часа.

## Последици

### Политически
Бързо става ясно, че на Анри Жиро му липсва авторитет, за да поеме командването на френските части. Освен това той избира да изчака в Гибралтар резултата от десантите. Айзенхауер, с подкрепата на Рузвелт и Чърчил, преговаря с адмирал Франсоа Дарлан да се присъедини към Съюзниците, а в замяна да получи властта. Това означава, че режимът Виши ще се запази в Северна Африка, с хитлериските си закони и концентрационни лагери за противниците. В резултат на това Шарл дьо Гол, френската съпротива и съюзническите военни кореспонденти реагират остро. Проблемът не изчезва дори, когато местен френски антифашист, Фердинанд Бониер де ла Шапел, убива Дарлан на 24 декември 1942 година. Неговото място заема Жиро. Той поддържа режима Виши и арестува лидерите на съпротивата в Алжир на 8 ноември, без съпротива от страна на Мърфи.
Когато Адолф Хитлер разбира за намеренията на адмирал Дарлан, той незабавно нарежда окупацията на Вишиска Франция и изпращане на подкрепления на Африканския корпус.
Управлението на Дарлан-Жиро, в началото е изцяло вишиско, но впоследствие постепенно са принудени да се включат във войната срещу Нацистка Германия, да се демократизират, да се отстранят основните вишиски управители и в крайна сметка да се присъединят към Френския национален комитет в Лондон. Месеци по-късно този комитет преминава под властта на Шарл дьо Гол (въпреки съпротивата на Рузвелт), превръщайки се в признато от американците и британците правителство на Франция.

### Военни
Като резултат от германската окупация на Вишиска Франция и проваления им опит да пленят интернирания френски флот в Тулон (операция „Лила“), френската армия се присъединява към Съюзниците, като осигурява трети корпус (19-и корпус) на Андерсън. Френските бойни кораби, като „Ришельо“, се присъединяват към Съюзниците.
На 8 ноември и 10 ноември, френските части в Тунис под командването на генерал Баре напускат страната, оставяйки я на германците, и се оттеглят към границата с Алжир. На 14 ноември, Жуин заповядва на Баре да окаже съпротива, но той изчаква до 18 ноември, преди да започне боеве с германците. От този ден туниската армия се бие решително въпреки липсата на екипировка. Скоро французите са подкрепени от британски части.
След като укрепват френската територия, съюзниците атакуват Тунис. Части на британската 1-ва армия под командването на генерал-лейтенант Кенет Андерсън почти достигат Тунис, преди контраатаката при Джедейда от германски части под командването на генерал Валтер Неринг да ги отблъсне. През януари 1943 година, германските части, водени от генерал Ервин Ромел, отстъпващи на запад от Либия достигат Тунис.
Британската 8-а армия на изток, командвана от генерал Бърнард Монтгомъри, спира край Триполи, докато пристигнат подкрепленията и се осигури числено превъзходство на Съюзниците. На запад войските на генерал Андерсън са атакувани при прохода Фаид на 14 януари и при прохода Касерин на 19 януари. Съюзническите сили отстъпват неорганизирано до пристигането на силни подкрепления, които спират германското настъпление на 22 януари.
Генерал Харолд Алекзандър пристига в Тунис в края на февруари, за да поеме командването. Германците атакуват отново през март, в посока изток към Меденин на 6 март, но са отблъснати лесно. Ромел съветва Хитлер да им позволи да се оттеглят до по-лесно защитима линия, но му е отказано. На 9 март Ромел напуска Тунис и бива заменен от Ханс Юрген фон Арним, който трябва да разпростре силите си на над 100 мили (160 км) в Северен Тунис.
Тези пречки карат Съюзниците да обединят силите си и да подобрят комуникациите и ръководството си, за да могат да проведат мащабна атака. След това 1-ва и 8-а армии атакуват германците. Последват тежки боеве, но съюзниците успяват да лишат германците от поддръжката им от военноморски и военновъздушни сили намиращи се между Тунис и Сицилия. На 6 май, при кулминацията на операция „Вулкан“, британците превземат Тунис, а американските сили достигат Бизерта. До 13 май силите на Оста в Тунис се предават.

### Официални военни доклади
- Les Cahiers Français, La part de la Résistance Française dans les évènements d'Afrique du Nord (Официален доклад от лидерите на френската съпротивителна група, които превземат Алжиер на 8 ноември 1942 година, за да улеснят съюзническия десант), Commissariat à l'Information of Free French Comité National, London, Aug. 1943.

### Репорти от военни кореспонденти
- Melvin K. Whiteleather, Main street's new neighbors, J.B. Lippincott Co., Philadelphia, 1945.

### Академични статии
- Anderson, Charles R. Algeria-French Morocco 8 November 1942 – 11 November 1942.   Washington, US Army Center of Military History, 1990?. CMH Pub 72 – 11.
- Aboulker, Professeur José et al. 8 novembre 1942: Les armées américaine et anglaise prennent Alger en quinze heures //  Espoir (n° 133).   Paris, 2002. (на френски)
- Breuer, William B. Operation Torch: The Allied Gamble to Invade North Africa.   New York, St.Martins Press, 1985.
- Danan, Professeur Yves Maxime. La vie politique à Alger de 1940 à 1944.   Paris, L.G.D.J., 1963. (на френски)
- Funk, Arthur L. The politics of Torch.   University Press of Kansas, 1974.
- Howe, George F. North West Africa: Seizing the initiative in the West.   Washington, US Army Center of Military History, 1991, [1957]. CMH Pub 6 – 1.
- Levisse-Touzé, Christine. L'Afrique du Nord dans la guerre, 1939 – 1945.   Paris, Albin Michel, 1998. (на френски)
- Meyer, Leo J. Chapter 7: The Decision To Invade North Africa (TORCH) //  Command Decisions.   Washington, US Army Center of Military History, 2000, [1960]. CMH Pub 72 – 7.
- Michel, Henri. Darlan.   Paris, Hachette, 1993.
- Moses, Sam. At All Costs; How a Crippled Ship and Two American Merchant Mariners Turned the Tide of World War II.   Random House, Nov. 2006.

### Основни източници
- Rick Atkinson, An Army at Dawn, Henry Holt, 2002 (ISBN 0-8050-6288-2).